# Lago di Giulianello
Il lago di Giulianello è un piccolo un lago che, geograficamente e storicamente, si trova nel territorio di Giulianello, frazione di Cori in provincia di Latina, ma amministrativamente fa parte del territorio di Artena, nella città metropolitana di Roma Capitale, nel Lazio.

## Descrizione
Posto tra i monti Lepini a sud, e i Colli Albani a nord, quindi tra tufi vulcanici e pietra calcarea, il lago si forma a partire da una conca, una depressione, dove si raccolgono acque di drenaggio delle precipitazioni meteoriche dei vicini monti Lepini unite a risorgenze di acque sotterranee provenienti da falde sotterranee nel cammino che porta le acque dei Colli Albani al mare. In questa zona, che nel periodo romano era ricompresa nel Fundus Julianus(fondo appartenente alla Gens Julia che dette i natali a Giulio Cesare) v'erano anticamente ricompresi tre laghi. 
L’acqua non drenava rapidamente in profondità perché il fondo calcareo era ricoperto da tufi poco permeabili, ivi depositati nel pleistocene a seguito di eruzioni vulcaniche di quello che viene chiamato il vulcano laziale. Tra le collinette formatesi con i detriti lavici eruttati, si annidavano dunque i tre laghi: ilLacus Vetus, il lago di Giulianello ed il lago della Pescara. 
In epoca Volsca, e vi sono ancora i cunicoli di drenaggio in funzione studiati agli inizi del '900 dal De La Blanchere, il Lacus Vetus venne prosciugato per guadagnare sempre maggiori superficie alla agricoltura. Oggi del Lacus Vetus ne resta solo il sistema di drenaggio ancora funzionante, ed il toponimo dialettale “lacuetra” che scomposto diventa appunto Lacus Vetus. 
Nel Settecento, sempre per assecondare i desideri dei latifondisti (i Borghese) di assicurare maggiori terreni alla coltura del grano allora molto redditizia, venne prosciugato anche il lago della Pescara. Protestò la popolazione di Artena che si vide privare degli antichi usi di pesca, ma soprattutto degli usi di abbeveraggio e lavar panni che esercitava sulle acque del Lago. Il prosciugamento venne eseguito ugualmente e del Lago ne rimane ora solo il toponimo che dà il nome al colle nei paraggi del quale si trovava ed un “pantano” che nelle stagioni piovose si forma ancora nella parte più depressa. Dei tre laghi rimane ora solo il lago di Giulianello. Un piccolo lago naturale a forma subellittica. Al lago si arriva grazie ad un tratturello appartenente al demanio armentizio che collega la strada provinciale Velletri-Anzio con il lago.
Nel 2007, con decreto del presidente della Regione Lazio il lago, e la zona circostante, sono stati eretti a monumento naturale. 
Sito di gradevole bellezza paesaggistica, ospita una notevole biodiversità di fauna (ittica e avifaunistica) e di flora (canneti e querce secolari lungo la riva).

## Storia
Un insediamento protourbano, secondo recenti indagini, si sarebbe sviluppato sul colle della Coedra, una delle colline che sovrasta il lago, sulla antica via Doganale,  a partire dal IX secolo a.C., fino a divenire uno dei più estesi di tutto il Lazio. Sembra sia stato abbandonato nel VI secolo a.C.. Probabilmente la sua fortuna, e la sua fine, sono legate agli eventi che vanno dalla fine della dinastia dei Tarquini a Roma all'espansione da parte dei Volsci.

## Monumento naturale
Il 21 giugno 2007 la Regione Lazio ha istituito con decreto il monumento naturale "lago di Giulianello", avviando l'iter per la regolamentazione normativa del sito al fine di salvaguardarlo e valorizzarne le particolarità. L'area protetta ha un'estensione di 167,81 ettari.
I motivi principali del decreto:

## Fauna
Il lago rappresenta l'habitat per numerose specie di uccelli e di pesci. 
Tra gli uccelli si segnala la presenza dell'Averla Capirossa, della Cannaiola, della Folaga comune e del Torcicollo. Tra i pesci la tinca, l'anguilla, la scardola e il persico reale.

## Cultura

### Eventi
Ogni anno a fine estate sulle sponde del lago si tiene la manifestazione Il Lago Cantato, rassegna dedicata alla cultura e alla civiltà contadina con particolare attenzione alla salvaguardia delle tradizioni e del territorio.

### Cinema
Nel 1911, proprio sul lago di Giulianello, oltre che nelle campagne veliterne, fu girato il primo film degli studi cinematografici della Helios Film di Velletri, allora esistenti; il titolo del film muto, girato in bianco e nero e della durata di 15', era l'Inferno..
Recentemente è stato rinvenuto nella Filmoteca Vaticana e presentato restaurato nel I festival del cinema dei Castelli Romani a Ciampino.
La Helios perse per questo film una causa con la Milano Films, autrice di un altro Inferno contemporaneo a questo, che viene considerato il primo lungometraggio della storia del cinema italiano.

## Pesca
La pesca è molto praticata sul luogo dagli appassionati locali. Il metodo preferito è quello detto "a spinning", ma sono praticati, in larga misura, anche i metodi detti "a fondo" e "all'inglese".